# Diloba bipartita
Diloba bipartita là một loài bướm đêm trong họ Noctuidae.